# Napoletana. Antologia cronologica della canzone partenopea - Primo volume (dal 1200 al 1700)
Napoletana. Antologia cronologica della canzone partenopea - Primo volume (dal 1200 al 1700) è un album 33 giri del cantante Roberto Murolo pubblicato nel 1963.

## Tracce
- Canto Delle Lavandaie Del Vomero
- 'Sto Core Mio
- Chi La Gagliarda (Donne, Vo' 'mparare)
- Villanella Ch'All'Aqua Vai
- 'No Police
- Michelemma'
- Lo guarracino
- So' Le Sorbe E Le Nespole Amare
- Comme Da Lo Molino
- Amice, Non Credite A Le Zitelle
- La nova gelosia
- La cammesella
- Fenesta vascia
- La Grotta Azzurra

## Formazione
- Roberto Murolo - voce, chitarra acustica